# Karl Franz von Lodron

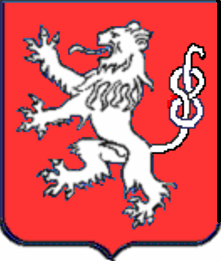
Stemma dei Lodron

Karl Franz von Lodron (in italiano: Carlo Francesco di Lodrone; Innsbruck, 17 novembre 1748 – Bressanone, 10 agosto 1828) è stato un vescovo cattolico austriaco.

## Biografia

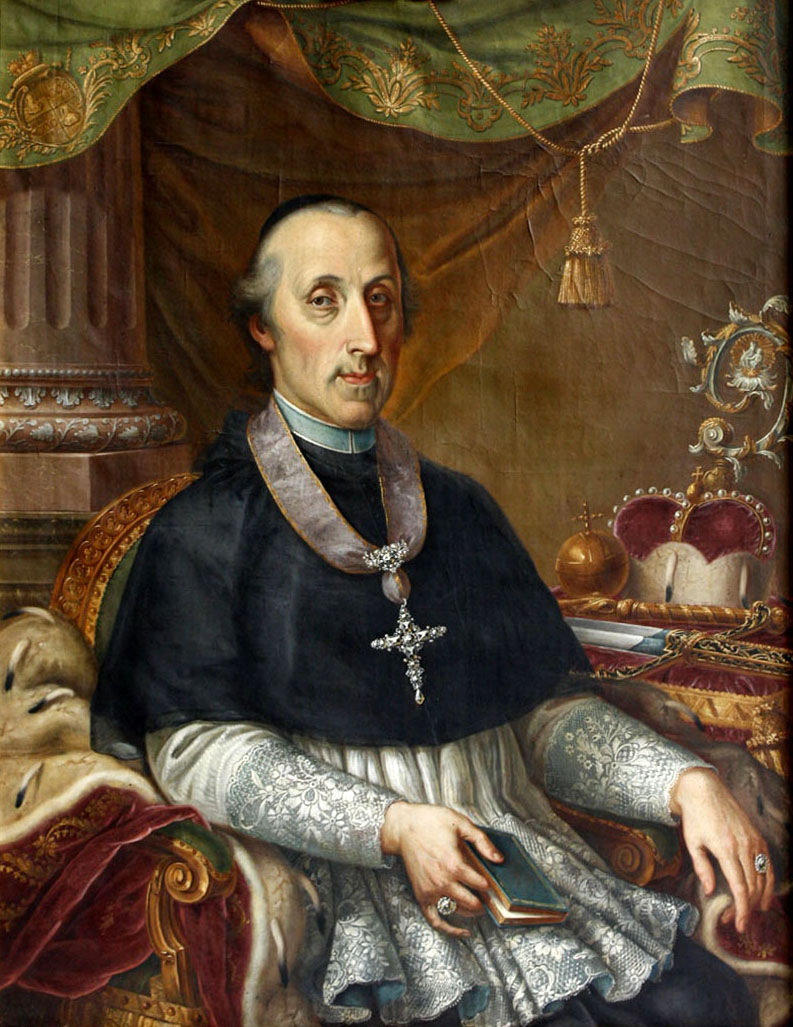
Karl Franz von Lodron in un dipinto del 1797.

Il vescovo proveniva dall'antica famiglia nobile italiana o tirolese dei conti von Lodron, era figlio di Giuseppe Nicola di Lodrono e di Maria Josepha Walburga, contessa Fugger von Kirchberg e Glött. Dopo aver studiato teologia il 21 dicembre 1771, fu ordinato sacerdote. Dopo vent'anni di servizio alla Chiesa, Karl Franz von Lodron fu scelto come vescovo di Bressanone il 16 agosto 1791; il 25 marzo 1792 ricevette la consacrazione episcopale da Dionys von Rost. A Bressanone, era principe-vescovo.

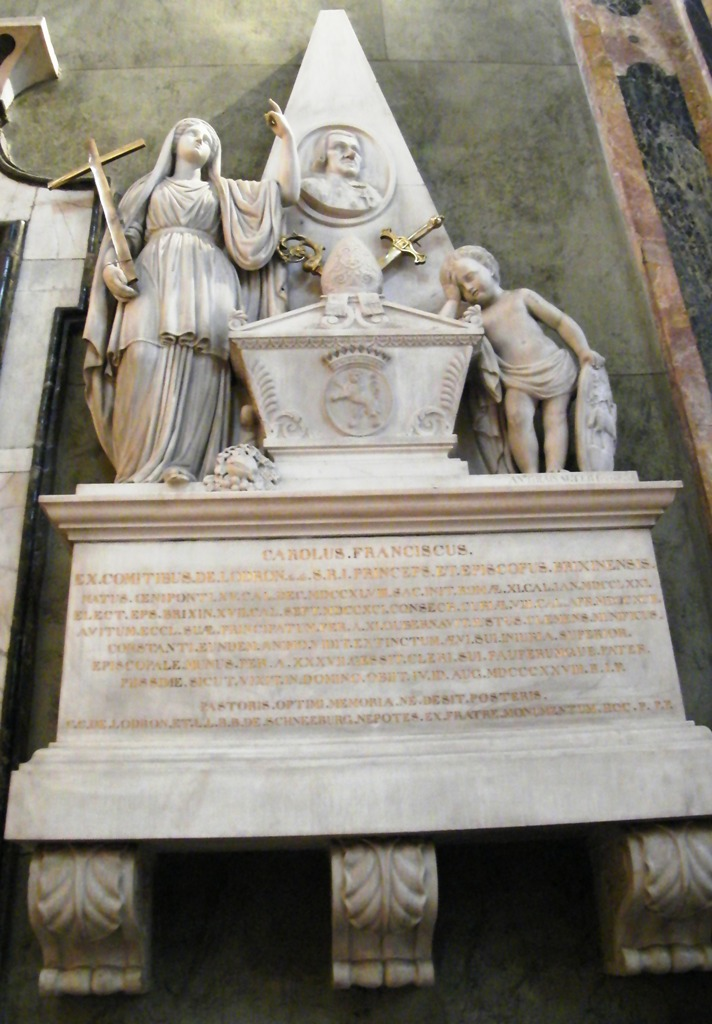
Lapide di Karl Franz von Lodron nel Duomo di Bressanone.

Dopo la seconda guerra di coalizione, che l'Austria perse in Francia, l'imperatore Francesco II d'Asburgo-Lorena fu costretto a concludere un trattato di pace con la Francia. Bressanone fu occupata dai francesi dal 1797 e Karl Franz von Lodron andò in esilio a Innsbruck. Con la conclusione del trattato di pace di Lunéville, Lodron poté tornare a Bressanone e continuò nel suo ufficio dal 9 febbraio 1801. La pace fu stabilita nel Reichsdeputationshauptschluss del 1803, e molti vescovi avrebbero dovuto perdere il loro territorio secolare. Ciò valeva anche per il vescovo di Bressanone, il cui territorio secolare sarebbe diventato territorio austriaco (secolarizzazione). Sebbene lui e i suoi successori continuassero a detenere il titolo onorifico di principe-vescovo, persero la propria posizione, dal momento che non avevano più domini temporali.
Da allora in poi, Karl Franz von Lodron fu soltanto vescovo, e come tale si preoccupò maggiormente della religione e dell'arte. Soprattutto, la costruzione e la ristrutturazione di numerose chiese nella regione dell'Isarco. La sua passione speciale era il Presepe. Importanti artisti come Franz Xaver Nißl e Alois e Josef Benedikt Probst fecero per lui nel palazzo vescovile un lungo ciclo di presepi natalizi e quaresimali, con paesaggi e figure di legno intagliato, in cui rivive la storia della salvezza; è ancora oggi considerato uno dei presepi più vivaci e artisticamente più preziosi al mondo.
Il vescovo Lodron fece del suo meglio per promuovere la città di Bressanone; inoltre, era molto benevolo. Hans Hochenegg scrive nel 1971 nel suo libro La nobiltà nella vita del Tirolo, che l'intero reddito di Lodron affluiva ai poveri, nonché agli studenti e agli artisti bisognosi; era "benefico per il suo stesso impoverimento".
Suo fratello, Francesco Giuseppe, conte Lodron-Laterano (1745-1791), fu governatore del Tirolo fra il 1790-91.

## Leggende
Numerose leggende circondano la persona di Lodron. Ad esempio, nelle vicinanze di Bressanone, durante la sua fuga dai francesi a Innsbruck, un agnello inghiottì l'anello vescovile di Lodron, e quando alcuni soldati francesi si avvicinarono, Karl Franz von Lodron non fu più identificato come principe-vescovo e poté fuggire inosservato. Al suo ritorno a Bressanone fu, con sua sorpresa, invitato a cena da un contadino. Gli servì un agnello arrosto e lo presentò solennemente con l'anello del vescovo, che il suo agnello aveva ingoiato. Secondo la leggenda, Lodron poté rivendicare la propria posizione soltanto grazie all'anello.

## Genealogia episcopale e successione apostolica
La genealogia episcopale è:
- Cardinale Scipione Rebiba
- Cardinale Giulio Antonio Santori
- Cardinale Girolamo Bernerio, O.P.
- Arcivescovo Galeazzo Sanvitale
- Cardinale Ludovico Ludovisi
- Cardinale Luigi Caetani
- Cardinale Ulderico Carpegna
- Cardinale Paluzzo Paluzzi Altieri degli Albertoni
- Papa Benedetto XIII
- Papa Benedetto XIV
- Papa Clemente XIII
- Cardinale Giovanni Battista Caprara Montecuccoli
- Vescovo Dionys von Rost
- Vescovo Karl Franz von Lodron

La successione apostolica è:
- Vescovo Karl Rudolf von Buol-Schauenstein (1794)
- Vescovo Bernhard Galura (1820)